# Adriano Baruca
Adriano Baruca, slovenski kitarist, 1957, Koper
Adriano Baruca je znan primorski kitarist in pevec. S 17 leti je začel igrati v uspešni skupini Platana, ki jo vodi njegov brat Armando Baruca.
V glasbene vode je vpeljal hčerko Laro Baruca, ki je postala uspešna pevka in skladateljica zabavne glasbe in sina Dena, ki obiskuje glasbeno akademijo.
Adriano živi in deluje v Kopru, kjer je redno zaposlen in  nastopa s skupino Platana.